# Nicolás Arispe
Pour les articles homonymes, voir Arispe.
 (mars 2021).
La mise en forme du texte ne suit pas les recommandations de Wikipédia : il faut le « wikifier ».
Les points d'amélioration suivants sont les cas les plus fréquents :
- Les titres sont pré-formatés par le logiciel. Ils ne sont ni en capitales, ni en gras.
- Le texte ne doit pas être écrit en capitales (les noms de famille non plus), ni en gras, ni en italique, ni en « petit »…
- Le gras n'est utilisé que pour surligner le titre de l'article dans l'introduction, une seule fois.
- L'italique est rarement utilisé : mots en langue étrangère, titres d'œuvres, noms de bateaux, etc.
- Les citations ne sont pas en italique mais en corps de texte normal. Elles sont entourées par des guillemets français : « et ».
- Les listes à puces sont à éviter, des paragraphes rédigés étant largement préférés. Les tableaux sont à réserver à la présentation de données structurées (résultats, etc.).
- Les appels de note de bas de page (petits chiffres en exposant, introduits par l'outil «  Source ») sont à placer entre la fin de phrase et le point final[comme ça].
- Les liens internes (vers d'autres articles de Wikipédia) sont à choisir avec parcimonie. Créez des liens vers des articles approfondissant le sujet. Les termes génériques sans rapport avec le sujet sont à éviter, ainsi que les répétitions de liens vers un même terme.
- Les liens externes sont à placer uniquement dans une section « Liens externes », à la fin de l'article. Ces liens sont à choisir avec parcimonie suivant les règles définies. Si un lien sert de source à l'article, son insertion dans le texte est à faire par les notes de bas de page.
- La présentation des références doit suivre les conventions bibliographiques. Il est recommandé d'utiliser les modèles {{Ouvrage}}, {{Chapitre}}, {{Article}}, {{Lien web}} et/ou {{Bibliographie}}. Le mode d'édition visuel peut mettre en forme automatiquement les références.
- Insérer une infobox (cadre d'informations à droite) n'est pas obligatoire pour parachever la mise en page.

Pour une aide détaillée, merci de consulter Aide:Wikification.
Si vous pensez que ces points ont été résolus, vous pouvez retirer ce bandeau et améliorer la mise en forme d'un autre article.
Nicolás Arispe (Buenos Aires, 19 mai 1978) est un illustrateur, écrivain et professeur universitaire argentin.

## Biographie
Nicolás Arispe naît à Buenos Aires en 1978 et étudie le dessin et les arts visuels à l’Instituto Universitario Nacional de las Artes (UNA), en obtenant les titres de Professeur de dessin en 2001, Professeur universitaire d’Arts visuels en 2003 et la Licence en Arts visuels en 2005.
Depuis 1997 il collabore avec plusieurs productions cinématographiques et télévisuelles, participant à la réalisation de films et dessins animés pour les marchés argentin, brésilien, mexicain et espagnol. Il réalise également des couvertures de disques et travaille en tant qu’illustrateur pour l’édition et la presse.
Il publie son premier livre illustré en 2005 ; par la suite, il réalise ses propres projets éditoriaux et illustre les livres de plusieurs écrivains, tels que María Teresa Andruetto, Alberto Laiseca et Alberto Chimal, publiés en Argentine, Mexique, France, Italie, Guatemala, Espagne, etc.
Entre 2013 et 2015, il illustre la chronique hebdomadaire d’histoire ((Notas de historia((de l’agence TÉLAM (Agencia nacional de noticias de la República Argentina).
Au cours de sa carrière, il a été sélectionné par ALIJA (Asociación de Literatura Infantil y Juvenil de la Argentina), section argentine d’IBBY (2005, 2016 et 2018) ; Banco del Libro de Venezuela (2013, 2018 et 2019) ; Cámara Nacional de la Industria Editorial de México (2013 et 2016) ; Feria Internacional del Libro de Bogotá (2016), et par le Salon du livre et de la presse jeunesse de Seine-Saint-Denis (2019), ainsi que pour le catalogue White Ravens 2016 de l’Internationale Jugendbibliothek. En 2018, il est entré sur la liste d’honneur IBBY pour son travail d’illustrateur. Depuis 2001 il enseigne l’art aux enfants, adolescents et adultes dans les quartiers marginaux de Buenos Aires.

## Couvertures
- 2014, L’Ancêtre, de Juan José Saer, Le Tripode, France
- 2018, Le fleuve sans rives, de Juan José Saer, Le Tripode, France
- 2019, L’Enquête, de Juan José Saer, Le Tripode, France
- 2019, Glose, de Juan José Saer, Le Tripode, France
- 2020, Les nuages, de Juan José Saer, Le Tripode, France